# Gathering of Freaks
Gathering of Freaks è il secondo album in studio del gruppo musicale statunitense Freak of Nature, pubblicato nel 1994 dalla Music for Nations.

## Tracce
1. The Gathering – 1:22
2. Enemy – 4:36
3. Stand Back – 3:41
4. Raping the Cradle – 4:34
5. Big Black Hole – 5:06
6. The Tree – 6:13
7. Candle – 4:59
8. Need – 5:46
9. Open Space – 4:20
10. Get It Yourself – 5:13
11. Powerless – 4:04
12. The Parting – 2:37

## Formazione
- Mike Tramp – voce
- Dennis Chick – chitarra solista
- Kenny Korade – chitarra ritmica
- Jerry Best – basso
- Johnny Haro – batteria